# Janina Lewandowska

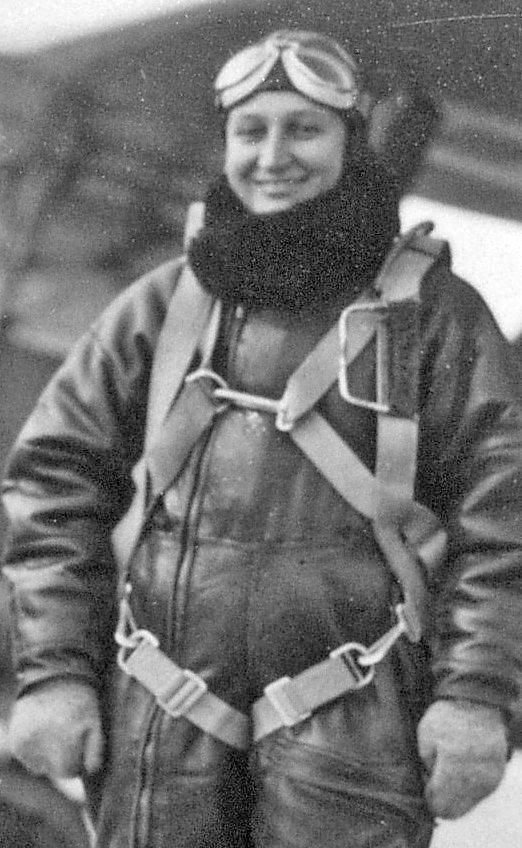
Janina Lewandowska

Janina Antonina Lewandowska (geboren als  Janina Antonina Dowbor-Muśnicka 22. April 1908 in Charkiw, Russisches Kaiserreich; gestorben 22. April 1940 bei Katyn) war eine polnische Pilotin im Zweiten Weltkrieg und wurde Opfer im Massaker von Katyn.

## Leben
Janina Dowbor-Muśnicka war eines von vier Kindern des polnischen Berufssoldaten Józef Dowbor-Muśnicki, der in der Kaiserlich Russischen Armee im Ersten Weltkrieg zum General befördert worden war. In der Republik Polen war er General in der Polnischen Armee und in Posen stationiert. Janina Dowbor besuchte dort das Gymnasium und setzte gegen den Willen des Vaters ihren Berufswunsch als Sängerin durch. Auf dem Flugplatz Posen machte sie eine Ausbildung als Segelfliegerin und als Fallschirmspringerin. Als erste Frau in Europa sprang sie mit dem Fallschirm aus einer Höhe von fünf Kilometern ab. Bei der polnischen Luftwaffe wurde sie im Morsen und Fernschreiben ausgebildet. 1939 machte sie eine Pilotenausbildung und wurde in die polnische Luftwaffenreserve eingegliedert. Am 10. Juni 1939 heiratete sie den Piloten Mieczysław Lewandowski (1911–1997).
Nach Kriegsausbruch im September 1939 wurde Lewandowska im Rang eines Leutnants Soldat in der Polnischen Armee. Sie begab sich am dritten Kriegstag während der Kriegswirren im Westen zum III. polnischen Luftwaffenregiment bei Tarnopol in Ostpolen. Am 22. September 1939 wurde sie bei einem Erkundungsflug abgeschossen und geriet in sowjetische Kriegsgefangenschaft. Sie kam mit mehreren Offizieren ihres Regiments zunächst in das von der Geheimpolizei NKWD geführte Sonderlager Ostaschkow. Von dort wurde sie am 6. Dezember 1939 in das Sonderlager Koselsk verlegt, wo sie die einzige Frau unter den kriegsgefangenen Offizieren war. Sie half dort bei der Organisation von heimlich abgehaltenen Gottesdiensten und religiösen Gesprächskreisen; so backte sie Hostien. Sie schlief abgesondert von den Männern in einem Verschlag unter einer Treppe.
Auf Beschluss der sowjetischen Führung unter Josef Stalin wurde 1940 der Großteil der gefangenen polnischen Offiziere ermordet, insgesamt waren es über 20.000 Personen. Rund 4400 polnische Häftlinge des Lagers Koselsk, in der überwältigenden Mehrheit Offiziere, wurden im April 1940 im Wald von Katyn mit Genickschuss exekutiert. Der 1943 mit einer internationalen Ärztedelegation nach Katyn gekommene dänische Gerichtsmediziner Helge Tramsen berichtete über die Exhumierung der sterblichen Überreste Lewandowskas 1952 vor einer Untersuchungskommission des US-Repräsentantenhauses: „Der Kopf war von einer Art Sack umhüllt, die Hände waren mit einem Strick zusammengeschnürt, der auch um den Hals geführt wurde.“
Unter den Toten von Katyn war Lewandowska die einzige Frau. Bei ihrer Exhumierung war im Frühjahr 1943 zufällig der Journalist Józef Mackiewicz zugegen, der diese im Detail schilderte. Laut Mackiewicz wurde ihr Name absichtlich im amtlichen deutschen Bericht über die Exhumierung der Leichen fortgelassen, da das deutsche Propagandaministerium befürchtet habe, dass eine Frau unter den erschossenen Offizieren „die Glaubwürdigkeit über die Schilderungen der Ereignisse untergraben“ würde. Amtlich wurde ihr Tod erst 1992 bestätigt, als die NKWD-Listen mit den Opfern von Katyn veröffentlicht wurden.
Nach der politischen Wende in Osteuropa wurden ihre sterblichen Überreste am 4. November 2005 in das Familiengrab nach Lusowo überführt. Am 5. Oktober 2007 wurde sie postum zum Leutnant befördert.
Ihre Schwester Agnieszka Dowbor hatte sich im von den Deutschen okkupierten Teil Polens dem polnischen Widerstand angeschlossen, sie wurde im April 1940 von der Gestapo in der AB-Aktion festgenommen und am 21. Juni 1940 im Wald von Palmiry erschossen.
Lewandowskas Mann wurde nach Kriegsbeginn von der Gestapo verhaftet, konnte aber nach kurzer Zeit aus dem Generalgouvernement über Rumänien nach Großbritannien fliehen, wo er an der Luftschlacht um England teilnahm. Nach Ende des Krieges blieb er dort, heiratete später wieder und gründete eine Familie. Er starb am 24. November 1997 in Blackpool.